# Spiermaag

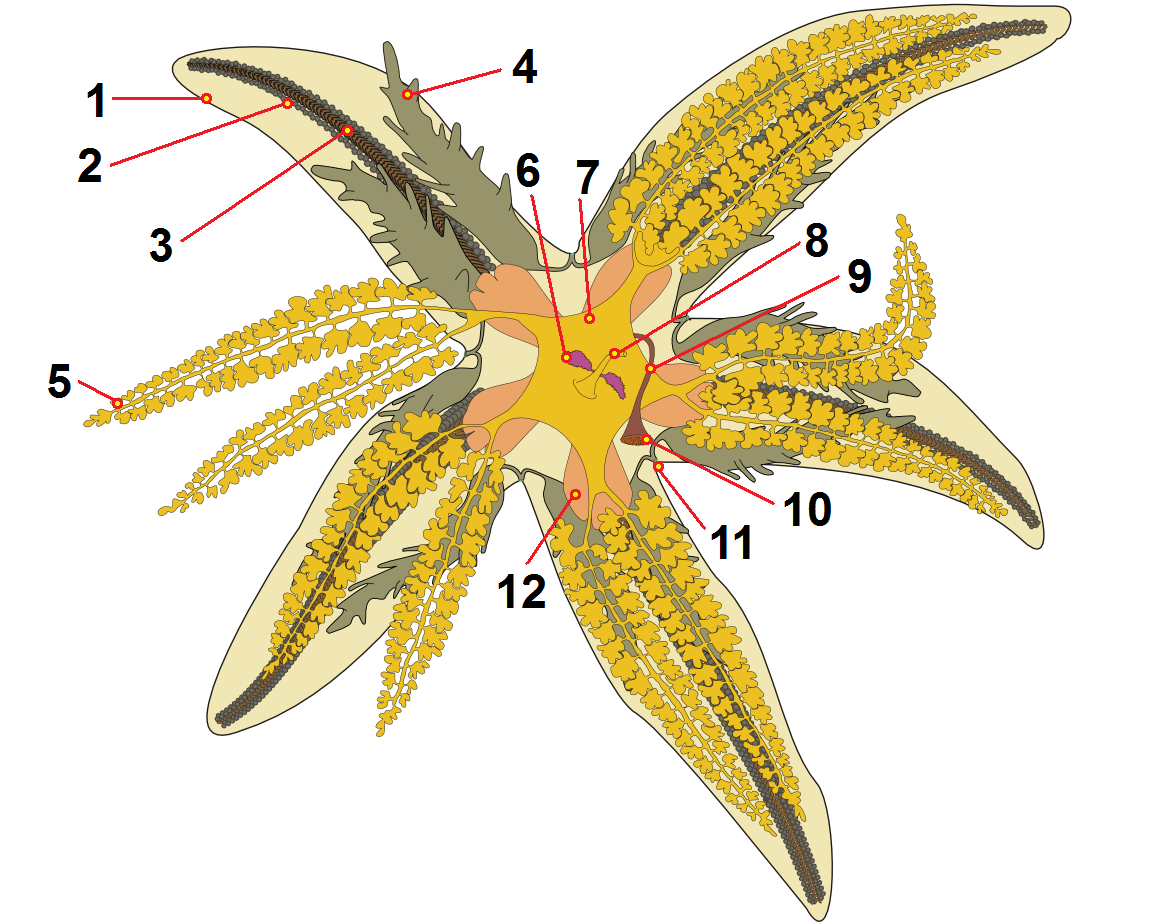
Belangrijkste delen van een zeester, afgebeeld is Asterias rubens.

De spiermaag is een voormaag die niet direct betrokken is bij de vertering, maar het voedsel verkleint door het te kneden. Dieren met een spiermaag zijn onder meer vogels en reptielen. Ook bij geleedpotigen zoals insecten komt een spiermaag voor. De spiermaag van roofvogels als uilen wordt gebruikt om de onverteerde resten van prooidieren tot braakballen te kneden waarna deze worden uitgespuugd. Vogels kennen naast een spiermaag ook een andere voormaag: de kliermaag. 